# 東京ベイ東急ホテル
東京ベイ東急ホテル（とうきょうベイとうきゅうホテル、英: Tokyo Bay Tokyu Hotel）は、かつて千葉県浦安市にあった東急ホテルズのリゾートホテルである。東京ベイサイドホテル合同会社が運営し、「空と海を感じるホテル」をコンセプトに全客室が東京湾に面する。

## 概要

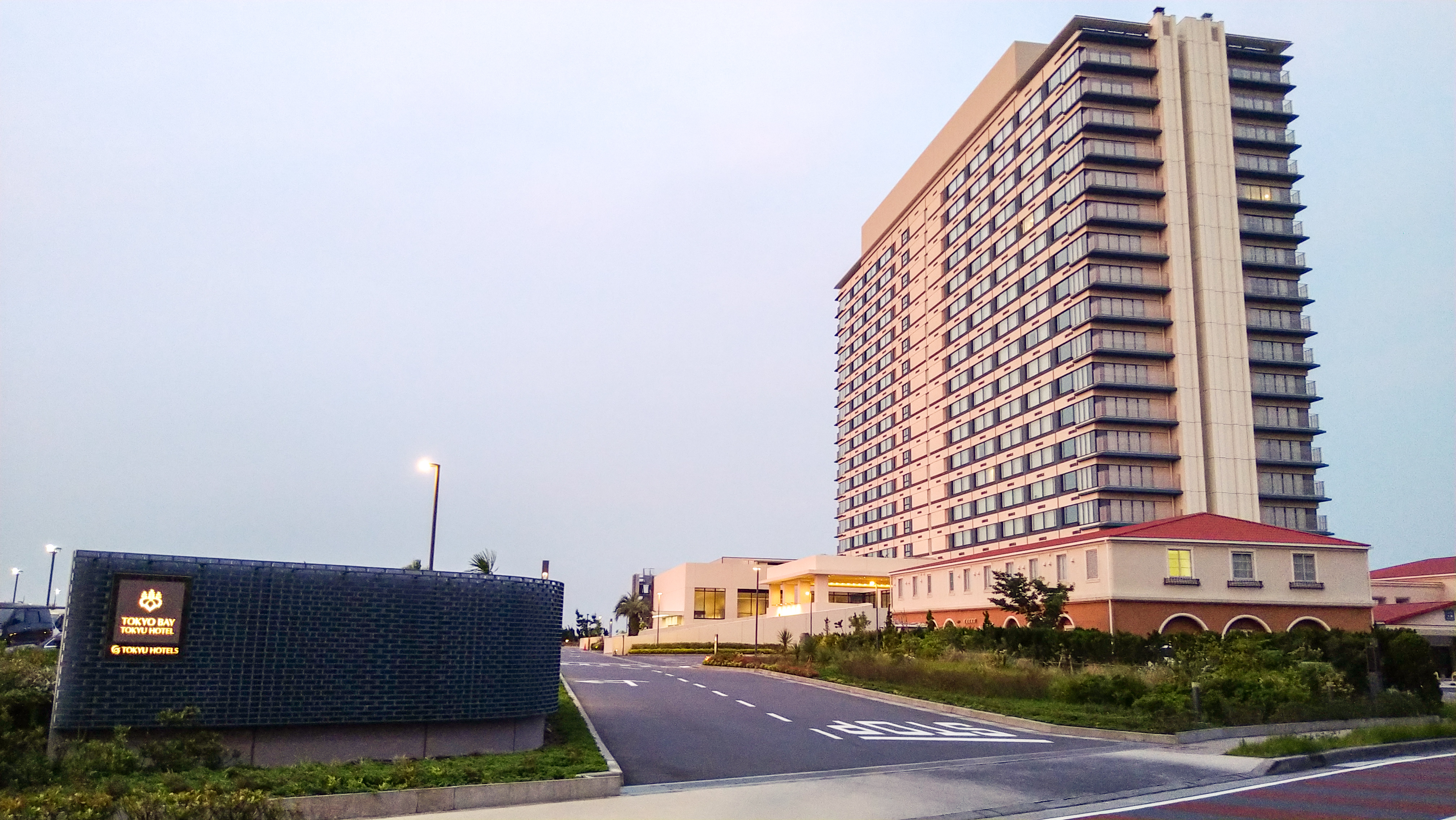
駐車場出入口

2020年東京オリンピックと2020年東京パラリンピックや東京ディズニーリゾートなどによる多くの集客を企図して、2018年4月27日に内覧会を催して2018年5月1日に開業した。
2023年9月末に予定されている建物所有者の変更に伴い、同年12月31日のチェックアウトをもって営業を終了した。
跡地については星野リゾートが引き継ぎ、『星野リゾート 1955 東京ベイ』として、2024年6月20日に開業することを同年1月に発表した。

## 雑記
2018年5月25日から27日にかけて、幕張新都心で開催される2018年レッドブル・エアレース・ワールドシリーズ 千葉で浦安市の海岸から飛行機が発着するため、安全確保を目的とした立ち入り禁止地域に当ホテルおよび周辺地域が含まれ、3日間を全館貸し切りで休業した。2019年の同大会は発着場を木更津市の陸上自衛隊木更津駐屯地に変更した。
2018年7月28日から9月30日まで、サッカー漫画『キャプテン翼』をテーマとした客室「キャプテン翼×SOLum」の販売とロビーフロアでパネル展示を催した。

## アクセス
無料シャトルバス
- 東京ディズニーリゾート（東京ディズニーランド、東京ディズニーシー）、新浦安駅北口

東京ベイシティ交通の路線バス
- 東西線浦安駅入口から「系統3浦安東団地線」または「系統11シンボルロード線」で「総合公園」降車
- JR京葉線新浦安駅から「系統3浦安東団地線」、「系統23浦安東団地線」または「系統11シンボルロード線」で「総合公園」降車
「系統3浦安東団地線」には「明海五丁目」止めの便がある。
- JR京葉線舞浜駅から「系統23浦安東団地線」または「系統25高洲・舞浜線」で「総合公園」降車